# Орнек (Астраханский район)
Орне́к (каз. Өрнек) — село в Астраханском районе Акмолинской области Казахстана. Входит в состав Николаевского сельского округа. Код КАТО — 113649500.

## География
Село расположено в восточной части района, на расстоянии примерно 36 километров (по прямой) к юго-востоку от административного центра района — села Астраханка, в 6 километрах к востоку от административного центра сельского округа — села Петровка.
Абсолютная высота — 311 метров над уровнем моря.
Ближайшие населённые пункты: село Камышенка — на юге, село Первомайка — на юго-западе, село Петровка — на западе, село Жамбыл — на востоке.
Севернее села проходит автомобильная дорога республиканского значения — М-36 «Граница РФ (на Екатеринбург) — Алматы, через Костанай, Астана, Караганда».

## Население
В 1989 году население села составляло 221 человек (из них казахи — основное население).
В 1999 году население села составляло 184 человека (88 мужчин и 96 женщин). По данным переписи 2009 года, в селе проживало 168 человек (82 мужчины и 86 женщин).
| Численность населения | Численность населения | Численность населения |
| 1989                  | 1999                  | 2009                  |
| --------------------- | --------------------- | --------------------- |
| 221                   | ↘184                  | ↘168                  |

## Улицы
- ул. Маншук Маметовой[5]